# 마우로 펠로시
마우로 펠로시(Mauro Pelosi)는 이탈리아의 싱어송라이터이다.

## 개요
49년 로마생으로 밀라노로 이주한 뒤 음악 경력을 시작했다. 60년대 말에 Belldisc에 소속되지만 그는 사실상 어떤 지원도 못받고 방치된 상태였다. 그래서 음반을 내지 못했다.
69년 군대에 입대한다. 그는 이 시기를 "아무 죄도 없이 감옥에 집어넣어진 기분"이라고 회고한다. 69년 12월 12일, 밀라노의 'Piazza Fontana'에서 폭탄 테러가 발생했다. 이 사건에 대해 그는 이렇게 회상했다: “나에게 있어 1970년대는 69년 12월 12일부터 시작한다. 이전의 내 삶은 여자, 여행, 몽상으로 가득 차 있었지만, 그 날 이후 나는 현실 세계로 깨어난 기분이었다.” 동시에 그는 군 복무 당시 새벽에 병영을 몰래 빠져나가 Joan Baez의 공연을 보러 갔던 일화를 언급하며 "아름다운 기억"이라고 말한다.
군 제대 후 그는 폴리도르 레코드와 계약해 싱글 Vent'anni di galera/Suicidio를 내고 첫번째 앨범 La Stragione Per Morire(1972)를 발매하게 된다. Detto Mariano가 레코딩을 도와준 이 작품은 극도로 염세적인 내용을 담고 있었지만 꽤 인기를 얻었다. 몇몇 곡들은 라디오도 꽤 탔다. I Gatti Rossi가 참여한 E dire che a maggio를 B면으로 하여 싱글 Vent'Anni Di Galera가 재발매되었다.
2집 Al mercato degli uomini piccoli(1973)은 Pinuccio Pirazzoli의 참여로 녹음되었다. 실존주의에 영향받은 가사를 가졌으며 프로그레시브 록 색채가 있었던 이 작품은 이후 일본과 한국에서 발매되면서 재발견되었다. 이 앨범에 대해 펠로시는 "소인 시장은 평범한 사람에 대한 이야기다. 그는 평범한 사람이지만 외부에서는 그가 해낼 수 있는 것보다 더 큰걸 요구한다. 그는 길거리에서 만날 수 있지만 누구인진 알지못하는 평범한 사람이다. 그 사람은 당신일 수 있다."
2집의 상업적 실패 후 폴리도어는 그에게 음악 장르를 바꾸기를 요구하지만, 그는 그것이 '음악에 대한 배신'이라고 여기며 거부하고 수 년간의 휴지기를 갖는다. (훗날 그는 이 때 자신이 '유연하지 못했다'라고 말한다.)
그는 3집 Mauro Pelosi를 들고 76년에 복귀했다. 전작에 이어 Pinuccio Pirazzoli가 제작해주었으며 Edoardo Bennato가  여러 곡에 참여했다. 뉴 트롤스의 Ricky Belloni가 기타를 쳤다. 동성애를 다룬 Claudio e Francesco 외에도 싱글커트된 곡들이 있지만 상업적으로 다시한번 실패했다.
79년 펠로시는 4집 Il signore dei gatti를 냈다. 가벼워진 사운드와 꽤나 신경쓴 가사를 담고 있었지만 역시 상업적으로 실패를 맛봤다. 이후 앨범을 내진 않았지만 작곡을 계속 했으며 종종 전자음악을 시도하기도 했다. 2000년대 이후 그의 음반들이 재발매되면서 점차 재평가받기 시작했다.

## 음반 목록
33 giri
- 1972: La stagione per morire (Polydor Records, 2448 010)
- 1973: Al mercato degli uomini piccoli (Polydor Records, 2448 017)
- 1977: Mauro Pelosi (Polydor Records, 2448 056)
- 1979: Il signore dei gatti (Polydor Records, 2448 092)

45 giri
- 1972: Vent'anni di galera/Suicidio (Polydor, 2060 037)
- 1973: Vent'anni di galera/E dire che a maggio (Polydor, 2060 057)
- 1976: Una lecca lecca d'oro/L'investimento (Polydor, 2060 129)
- 1979: Al passo del lupo/La voglia di... (Polydor)

서적
- Enzo Gentile, Guida critica ai cantautori italiani, Milano, Gammalibri, 1979; alla voce Pelosi, Mauro.
- Gino Castaldo (a cura di), Enciclopedia della canzone italiana, Armando Curcio, alla voce Pelosi Mauro
- Vari numeri di Ciao 2001 (annate 1972-1979)

Collegamenti esterni
- Mauro Pelosi: Un ballerino triste intervista su Ciao 2001 n. 8 del 24 febbraio 1974.
- “Biografia”.